# Normanbya normanbyi
Normanbya normanbyi är en enhjärtbladig växtart som först beskrevs av Walter Hill, och fick sitt nu gällande namn av Liberty Hyde Bailey. Normanbya normanbyi ingår i släktet Normanbya och familjen Arecaceae. Inga underarter finns listade i Catalogue of Life.